# Mocyta breviuscula
Mocyta breviuscula är en skalbaggsart som först beskrevs av Mäklin in Mannerheim 1852.  Mocyta breviuscula ingår i släktet Mocyta och familjen kortvingar. Inga underarter finns listade i Catalogue of Life.